# Platypharodon extremus
Platypharodon extremus är en fiskart som beskrevs av Herzenstein, 1891. Platypharodon extremus ingår i släktet Platypharodon och familjen karpfiskar. Inga underarter finns listade i Catalogue of Life.